# 王书明
王书明（1933年3月—2013年2月22日），中华人民共和国政治人物，河北衡水人，曾任全国人大常委会副秘书长、国务院副秘书长。

## 生平
1933年3月出生于河北省衡水市。
1985年11月至1993年6月任国务院副秘书长。
1993年7月2日第八届全国人民代表大会常务委员会第二次会议被任命为全国人大常委会副秘书长，至1998年3月届满，并继续当选第九届全国人大代表，任全国人民代表大会财政经济委员会委员。
2013年2月22日，因病于北京逝世。